# Emilia Gastón
Emilia Gastón Burillo (* 2. Juni 1904 in Saragossa, Spanien; † 14. Juni 1988) gilt als die erste Person, die Esperanto als Muttersprache erlernt hat.

## Leben
Emilia Gastón wurde am 2. Juni 1904 als Tochter von Emilio Gastón und Maria Carmen Burillo Auger in Saragossa (Spanien) geboren und wuchs mit Esperanto als Muttersprache auf. 1906 wurde ihre Schwester Inés Gastón geboren, deren Muttersprache ebenfalls Esperanto ist. Sie war Sekretärin der Federación Española de Esperanto.